# Manuel Vilarinho (pintor)
João Manuel Matos de Lima Vilarinho, mais conhecido apenas como Manuel Vilarinho (Lisboa, 11 de janeiro de 1953) é um pintor português.

## Biografia
Nasceu na cidade de Lisboa, em 11 de Janeiro de 1953. Frequentou a Escola Superior de Belas-Artes de Lisboa, onde se licenciou no curso de Pintura em 1984
Destacou-se principalmente como pintor, tendo iniciado a sua carreira em 1985. As suas obras foram amplamente cobertas por vários críticos e investigadores de arte, para livros, catálogos e periódicos da especialidade.

## Textos sobre a sua obra
Sobre a obra do pintor Manuel Vilarinho escreveram inúmeras personalidades em livros, catálogos e publicações periódicas, nomeadamente: 
- António Rodrigues (crítico e historiador de arte) na revista Colóquio Artes da Fundação Calouste Gulbenkian (a partir de 1988) [2]
- Elísio Summavielle (historiador de arte e Presidente do C.C.B. - Centro Cultural de Belém) [3]
- Emília Ferreira (historiadora de arte, escritora e Directora do MNAC - Museu do Chiado) [4]
- Fernando António Baptista Pereira (historiador de arte e Presidente da Faculdade de Belas - Artes da Universidade de Lisboa)
- João Pinharanda (crítico de arte e Director do MAAT)
- João Miguel Fernandes Jorge (poeta e escritor sobre arte) [5]
- Maria Filomena Molder (filósofa e escritora de ensaios sobre arte) [6]
- José Luís Porfírio (crítico de arte e antigo Director do Museu Nacional de Arte Antiga). [7]

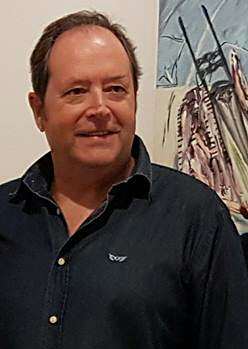
Manuel Vilarinho na sua exposição individual no Museu Medeiros e Almeida, Lisboa, 2017.

A Câmara Municipal de Sintra classificou as suas obras como um «trabalho circunspeto e reflexivo, mas também intuitivo, processo de pesquisa e de produção intelectual, de reencontro com memórias pessoais. Passa através da matéria inquietação, pensamentos profundos sobre a prioridade do “eu”, a ideia do acordar, do regresso à vida, de um tempo. Mistura magistral de pintura e desenho, massa e forma, preenchimento de espaço e vácuo, gesto e não gesto, unidade e pluralidade da composição.»
A investigadora Emília Ferreira comentou na sua obra Diário de um Olhar que «o que corporiza a organização das paisagens de Manuel Vilarinho é o passeio, o lento saborear do visível, embora completado pela fugacidade de quem passa de carro numa estrada e apreende, em brevíssimos instantes, as informações visuais que sobressaem da massa da paisagem natural».
Rui Almeida Pereira, no catálogo da exposição individual na Galeria dos Escudeiros, em 2005, refere que «Uma viagem, por exemplo, deve passar por todas as paragens possíveis e imaginárias; falta sempre conhecer, em parte incerta, uma outra coisa ou um novo acontecimento: paisagens próximas; ruínas; periferia... Manuel Vilarinho cognitivamente capta o ambiente e organiza-o nas telas com formas que podem ser geométricas ou figurativas: paisagens da natureza - montes, arbustos, com cores verdes, com castanhos terrenos, a terra encarnada - onde se abrem caminhos, locais de passagem por onde vagueiam os viajantes; vistas que se colam, que se justapõem, nos seus planos diversos, como o somatório dum conjunto de colagens de ambientes, de objectos da natureza e, também, do mundo urbano, as ruínas, os sinais, as letras que sinalizam os caminhos, as chaminés, as paredes com o tijolo à vista desarmada, os muros construídos, um labirinto que é o caminho, muitas formas indefinidas, a pincelada rude, um traço expressivo e a cor e as formas encontram-se neste aglomerado de emoções, visões da paisagem, recortes registados na tela pintada».

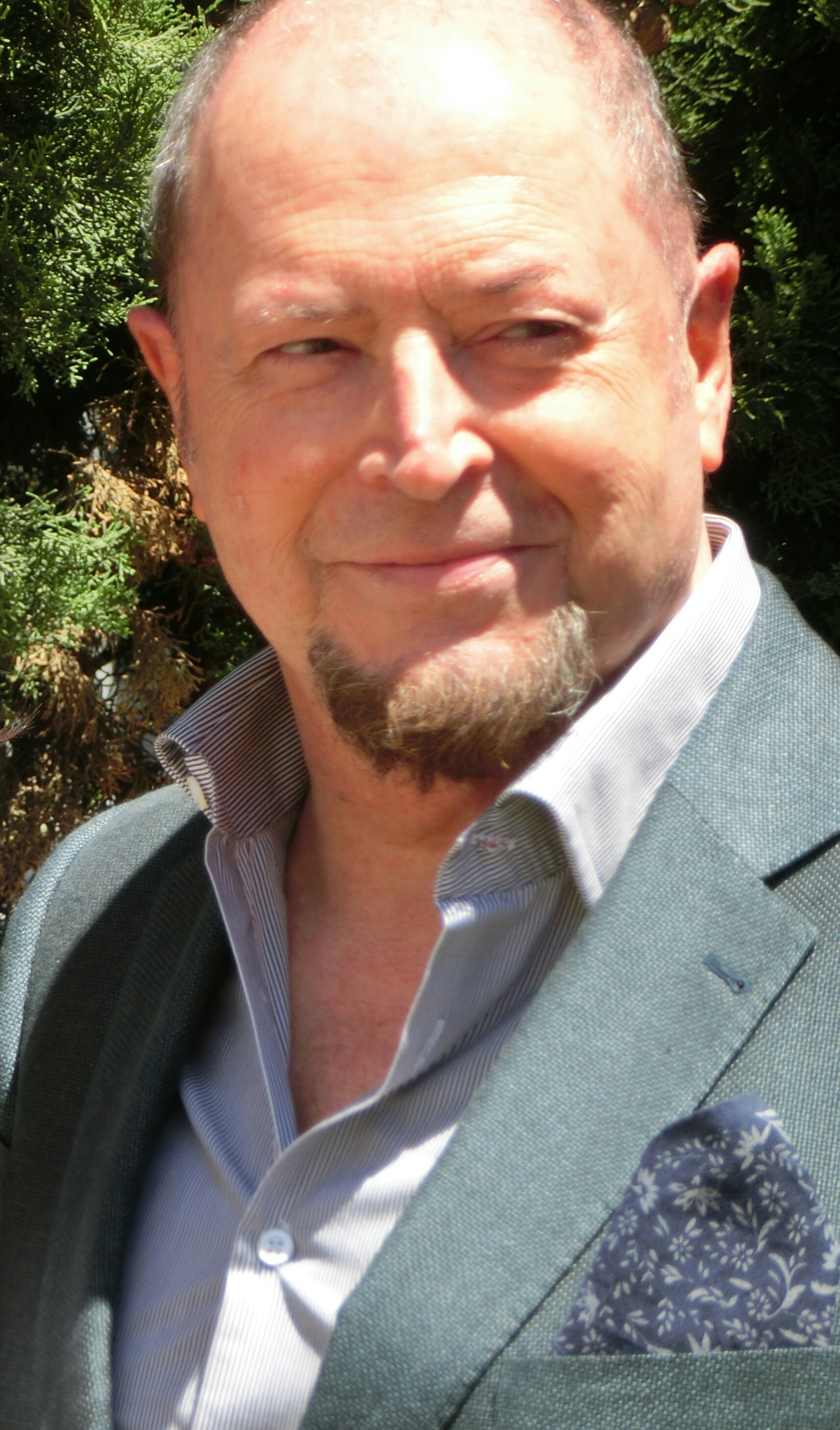
Manuel Vilarinho no MU.SA - Museu das Artes de Sintra, 2020

Maria Filomena Molder, no catálogo da exposição "Statua/pinturas e desenhos", argumenta que «"Não sou contemporâneo de ninguém", assim começa Mandelstam um outro poema da mesma época. Esta é a abertura para o que está em causa desde há alguns anos na obra de Manuel Vilarinho, que se mantém e renova nesta nova exposição, e é assinalado na entrevista pelas suas palavras». Destaca-se igualmente a sua participação do Prémio de Pintura União Latina, em 1992.
Em Setembro de 2019, Manuel Vilarinho fez a exposição individual A Memória da Paisagem na Casa de Cultura da Ericeira, que foi organizada pela autarquia de Mafra. No catálogo da exposição, o gestor cultural Elísio Summavielle descreveu as obras de Manuel Vilarinho: «O traço da distinção do pintor, nos seus encontros com a paisagem, a história e a literatura. Integridade… Será essa, paradoxalmente, a mais impressiva das características da pintura do Manuel. O extremo discernimento do processo criativo, e o saber encontrar e traduzir com enorme coerência um universo tão pessoal, por vezes tão íntimo e não revelado. Sim é mesmo a “A Memória da Paisagem” que vem de dentro, com forma e cor. Essa cor vive e habita as paisagens breves de uma pintura sensitiva e densa, que chega a perturbar de tão aparentemente repousante...».  Em finais desse ano realizou, com o apoio da Câmara Municipal de Aveiro, a exposição A Memória das Estátuas - desenhos e pinturas, no Museu de Aveiro. Entre Agosto e Setembro de 2020, realizou a exposição individual Viagem à volta do meu atelier no Museu das Artes de Sintra, onde reuniu várias pinturas e desenhos produzidos entre 2018 e 2019.
Colaborou igualmente em vários programas e iniciativas ligadas à arte em Portugal, tendo por exemplo sido o principal promotor e coordenador de várias divisões de Artes Plásticas em instituições e centros culturais em vários pontos do país, entre 1973 e 1980.

## Exposições
Exposições Individuais (selecção):
- Casa de Bocage, Setúbal (1985, 1997)
- Galeria Leo, Lisboa (1988, 1989, 1991)
- Galeria Gomes Alves, Guimarães (1993,2000)
- Galeria Módulo - Centro Difusor de Arte, Porto (1995, 1997)
- Galeria Módulo - Centro Difusor de Arte, Lisboa (1996)
- Museu Amadeo de Souza-Cardoso, Amarante (2003)
- Museu Alberto Sampaio, Guimarães (2004)
- Museu Jorge Vieira - Galeria dos Escudeiros, Beja (2005)
- Casa da Cerca - Centro de Arte Contemporânea, Almada (2006)
- Giefarte, Lisboa (2007, 2014)
- Galeria Monumental, Lisboa (2010), Convento de Cristo, Tomar (2011, 2012)
- Casa da Baía, Setúbal - organização do Museu de Setúbal/Convento de Jesus, 2016
- Museu Medeiros e Almeida, Lisboa (2017)
- Casa de Cultura da Ericeira (2019)
- Museu de Aveiro - Santa Joana (2019)
- MU.SA- Museu das Artes de Sintra (2020)[8]

Exposições Colectivas (selecção):
- Galeria Multiarte, São Caetano, S.P., Brasil (1987)
- "IV Prémio Aquarela Brasileira de Artes Plásticas", São Paulo, Brasil, 1989 (medalha de bronze ex-aequo na secção de Técnica Mista)
- "Desenhos Contemporâneos a partir do Infra-mince", Lisboa 94-Capital Europeia da Cultura, Museu Rafael Bordalo Pinheiro, Lisboa (1994)
- "O Rosto da Máscara", Centro Cultural de Belém, Lisboa (1994)
- "Encontro-Artistas Portugueses Contemporâneos no Oriente", Museu Municipal de Sakai, Japão (1996), Museu Shoto de Arte, Tóquio, Japão (1997), Galeria Sejong Cultural Center, Seul, Coreia do Sul (1997) e Galeria do Forum, Macau (1997)
- PLMJ - Sociedade de Advogados, Lisboa (1999)
- "A Arte do Crítico: Obras da Colecção de António Rodrigues", Museu da Electricidade, Lisboa (2010)
- "Teleférico Dinâmico", Guimarães 2012 - Capital Europeia da Cultura
- "Caminhos", Casa da Cerca-Centro de Arte Contemporânea, Almada (2015) / Lisbon Art and Antiques Fair, Cordoaria Nacional, Lisboa (2019).